# Mokra Rokytna
Mokra Rokytna (ukr. Мокра Рокитна) – wieś na Ukrainie, w obwodzie charkowskim, w rejonie charkowskim, w hromadzie Nowa Wodołaha. W 2001 liczyła 205 mieszkańców, spośród których 176 wskazało jako ojczysty język ukraiński, 24 rosyjski, 1 ormiański, a 4 inny.